# Xuân Lộc, Thường Xuân
Xuân Lộc là một xã thuộc huyện Thường Xuân, tỉnh Thanh Hóa, Việt Nam.
Xã Xuân Lộc có diện tích 32,71 km², dân số năm 1999 là 3430 người, mật độ dân số đạt 105 người/km².